# Episkopi Cantonment

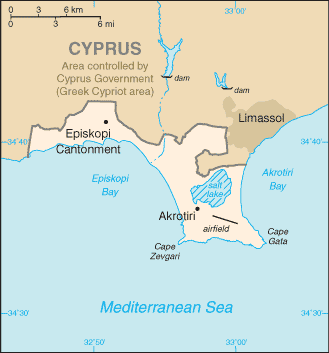
Episkopi Cantonment in Akrotiri

Episkopi Cantonment (Grieks: Φρουρά Επισκοπή, Turks: Episkopi Kantonu) is het bestuurlijke centrum van Akrotiri en Dhekelia, een militair overzees gebied van het Verenigd Koninkrijk op het eiland Cyprus. Episkopi Cantonment ligt in het gedeelte Akrotiri, in het zuiden van Cyprus, in de buurt van de stad Limasol.
In Episkopi is de SBAA (Sovereign Base Areas Administration) gevestigd.